# Grażyna Piotrowska-Oliwa
Grażyna Piotrowska-Oliwa (ur. 31 marca 1969 w Warszawie) – polska menedżerka i urzędniczka państwowa.

## Życiorys
W 1993 ukończyła studia w Akademii Muzycznej w Katowicach (klasa fortepianu), w 1997 w Krajowej Szkole Administracji Publicznej w Warszawie. Jest także absolwentką INSEAD Executive MBA (2005), Ponadto odbyła m.in. szkolenie z planowania strategicznego (Queens University, Kanada – 1996), ukończyła kurs dla kandydatów na członków rad nadzorczych spółek z udziałem Skarbu Państwa (zakończony egzaminem – 1997), kurs dla doradców inwestycyjnych (Centrum Prywatyzacji – 1998), kursy makroekonomiczne i finansowe (London School of Economics – 1999).
W latach 1997–2001 pracowała w Ministerstwie Skarbu Państwa na stanowisku Naczelnika Wydziału Funduszy Kapitałowych i Naczelnika Wydziału Spółek Strategicznych i Instytucji Finansowych. Następnie pełniła kierownicze stanowiska w Telekomunikacji Polskiej S.A: dyrektora Departamentu Współpracy z Regulatorem (2001–2006) oraz Dyrektora Wykonawczego ds. Strategii, Rozwoju i Oferty Hurtowej (2006–2007). W latach 2007–2009 była prezesem zarządu/dyrektorem generalnym spółki PTK Centertel sp. z o.o., operatora sieci Orange, a od listopada 2010 do marca 2011 doradzała w sektorze private equity w transakcjach związanych z rynkiem telekomunikacyjnym.
W latach 2011–2012 była członkiem zarządu ds. sprzedaży w PKN Orlen. Od marca 2012 do kwietnia 2013 pełniła funkcję prezesa zarządu PGNiG. W okresie od sierpnia 2013 do lipca 2014 była przewodniczącą Komitetu Audytu oraz członkinią Rady Nadzorczej w HAWE S.A. W czerwcu 2015 została prezesem zarządu Virgin Mobile Polska.
Była również członkiem rad nadzorczych m.in. Funduszu Górnośląskiego w Katowicach, Krajowego Depozytu Papierów Wartościowych, PZU oraz Telakces.com i ABC Data.

## Wyróżnienia
- „Menedżer roku” – wyróżnienie przyznane podczas Gali Złotych Anten „Świata Telekomunikacji” – 2009[6]
- „Najbardziej wpływowa Kobieta w Polsce” – wyróżnienie przyznane przez magazyn ekonomiczny Home & Market – 2009[7]
- „Top Profesjonalista” w konkursie tygodnika Wprost dla najlepszych menedżerów działających na polskim rynku – 2012[8]
- „Manager Award” – odznaczenie nadawane przez jury (złożone z laureatów Gali 2012 oraz redaktora naczelnego magazynu MANAGER – Piotra Cegłowskiego pod przewodnictwem prezesa Krajowej Izby Gospodarczej – Andrzeja Arendarskiego) – 2013[9]